# Ямана (род)
Род Ямана (яп. 山名氏 ямана-си) — японский самурайский род периодов Камакура, Муромати, Сэнгоку, Адзути-Момояма и Эдо в XII—XIX веках.

## История
Род Ямана вёл своё происхождение от древнего рода Минамото. Родоначальником рода считается Минамото Ёсинори, принявший имя Ямана. Род происходил из провинции Кодзукэ, затем переместился в провинцию Инаба. Род получил своё название от деревни Ямана в современной префектуре Гумма. При сёгуне Минамото Ёритомо представители рода Ямана носили почётное звание «гокэнина», то есть являлись непосредственными вассалами сёгуна.
В период Муромати (1336—1467) род Ямана находился на пике своего могущества, члены рода занимали должность сюго (военного губернатора) одиннадцати провинций.
Ямана был одним из крупных родов, которые помогали роду Асикага в борьбе за установление сёгуната. В 1363 году представители рода Ямана в качестве сюго управляли пятью провинциями, в дальнейшем им принадлежало уже одиннадцать провинций. В 1391 году род Ямана поднял неудачное восстание против сёгуната Асикага, потерпел поражение и лишился большинства своих владений.
Самым известным представителем рода являлся Ямана Мотитоё Содзэн («Красный монах») (1404—1473), который в 1441 году смог вернуть свои прежние владения. Ямана Содзэн смог сохранить значительное положение в сёгунском правительстве (бакуфу). Вместе с родами Хосокава, Сиба и Хатакэяма Ямана был одним из самых могущественных вассалов сёгунов из рода Асикага.
Ямана Содзэн был втянут в конфликт со своим зятем, канрэем Хосокава Кацумото, из-за назначения преемника сёгуна Асикага Ёсимаса. Ямана Мотитоё поддерживал кандидатуру Асикага Ёсихиса, единственного сына сёгуна Ёсимаса, а Хосокава Кацумото выступал за Асикага Ёсими, младшего брата и наследника Ёсимаса. Кроме того, Ямана Мотитоё и Хосокава Кацумото соперничали между собой в вопросе определения глава родов Хатакэяма и Сиба. Вражда родов Ямана и Хососкава стало одной причиной для начала десятилетней гражданской войны в Японии (1467—1477), известной в истории как «Война годов Онин». К концу XV века род Ямана потерял былое могущество и лишился большей части владений.
К концу XVI века члены рода Ямана владели провинциями Инаба и Тадзима. Во время периода Эдо (1603—1868) род Ямана сохранили за собой небольшие владения в провинции Инаба и Тадзима.

## Известные представители рода
- Минамото Ёсинори, родоначальник рода Ямана
- Ямана Токиудзи (конец XIV века), в период Намбоку-тё сражался на стороне сёгуната Асикага, затем против него
- Ямана Цунэхиса (начало XV века), сюго провинции Бинго
- Ямана Токихиро (1367—1435), глава рода Ямана (1389—1433), сюго провинций Тадзима, Бинго, Аки и Ига
- Ямана Мотитоё Содзэн (1404—1473), сын и преемник Токихиро, 12-й глава рода Ямана (1433—1454, 1458—1472), сюго провинций Тадзима, Бинго, Аки, Ига и Харима, один из инициаторов «Войны годов Онин» (1467—1477)
- Ямана Норитоё (1424—1467), старший сын Мотитоё, глава рода Ямана (1454—1458), сюго провинций Тадзима, Бинго, Аки, Ига и Харима
- Ямана Масатоё (1441—1499), внук Яманы Мотитоё, глава рода Ямана (1472—1499), сюго провинций Тадзима, Бинго, Аки, Ига и Харима
- Ямана Корэтоё, сын Мотитоё Содзэна, предал своего отца и перешёл на сторону его соперника Хосокава Кацумото
- Ямана Сохито (? — 1536), сын Масатоё, глава рода Ямана (1499—1512), сюго провинций Тадзима и Бинго
- Ямана Нобуто (? — 1528), сын Масатоё, глава рода Ямана (1512—1528), сюго провинций Тадзима и Бинго
- Ямана Тоёсада (1512—1560), сын Сохито, сюго провинции Тадзима (1528—1560).
- Ямана Тоёкуни (1548—1626), сын и преемник Тоёсада, в 1580 году сдался на милость Тоётоми Хидэёси, став его вассалом. В 1600 году поддержал Токугава Иэясу в битве при Сэкигахара и получил во владение от победителя домен Мураока-хан (провинция Тадзима) с доходом 6700 коку риса. Его потомки управляли Мураока-ханом вплоть до 1868 года.